# 马克维尔高级中学
马克维尔高级中学（英語：Markville Secondary School）是位于加拿大安大略省万锦市於人村的一所公立学校。该校建于1990年，是约克区教育局管理的32所中学其中之一。

## 校網
学生在下列小學8年级毕业后，即可升讀馬克維爾高級中學：
- 中央公園公立學校（Central Park Public School）
- 占士·羅便臣公立學校（James Robinson Public School）
- 拉馬活公立學校（Ramer Wood Public School）
- 於人村公立學校（Unionville Public School）
- 於人村牧草地公立學校（Unionville Meadows Public School）

## 知名校友
- 陳柏宇
- 周家蔚
- 丁子朗
- 王致狄
- 鍾君揚